# Irena Joveva
Irena Joveva, née le 26 février 1989 à Kranj est une femme politique slovène. Membre de la Liste de Marjan Šarec, elle siège au Parlement européen depuis 2019. 